# 錦糸町本線料金所
錦糸町本線料金所（きんしちょうほんせんりょうきんじょ）は、東京都墨田区にある、首都高速7号小松川線の箱崎方面に設置されている本線料金所である。

## 料金所
- ブース数：5
  - ETC専用：3
  - 一般：2

## 隣
首都高速7号小松川線
両国JCT - (701,702)錦糸町出入口/TB - 小松川JCT/(703)小松川出入口